# 今夜、流れ星
「今夜、流れ星」（こんや、ながれぼし）は、日本の歌手中森明菜の楽曲。この楽曲は中森の36枚目のシングルとして、1998年5月21日にガウスエンタテインメント（現・徳間ジャパンコミュニケーションズ）よりリリースされた (8cmCD：GRDO-11)。

## 背景
「今夜、流れ星」は、1998年2月にリリースされたガウスエンタテインメント移籍第1弾シングル「帰省 〜Never Forget〜」に続く楽曲で、1998年6月17日発売のスタジオ・アルバム『SPOON』からの先行シングルとして、1998年5月21日にCDシングル (8cmCD: GRDO-11)で発売された。この楽曲は、夏野芹子が作詞し、宇都美慶子が作曲を手掛け、白川雅によって編曲された。前作「帰省 〜Never Forget〜」に続き「今夜、流れ星」もミュージック・ビデオが制作された（未発売）。
シングル盤「今夜、流れ星」の2曲目として発表された「嵐の中で」は、「今夜、流れ星」に続き夏野が作詞し、ロシアのシンガーソングライターのORIGAが作曲を手掛け、梁邦彦によって編曲された楽曲である。この楽曲もスタジオ・アルバム『SPOON』からの先行シングルカットとなった。また、1999年12月発売のスタジオ・アルバム『will』には、この楽曲のリミックス・バージョンが収録された。

## 批評
JMDは「今夜、流れ星」の楽曲の音楽性について、「ロマンティックなミディアムチューン」と批評した。

## チャート成績
この楽曲は、オリコン週間シングルチャートで最高順位66位を記録し、同チャートには、計3週に渡ってランクインした。

## 収録曲
| #         | タイトル                       | 作詞      | 作曲       | 編曲      | 時間  |
| --------- | ------------------------------ | --------- | ---------- | --------- | ----- |
| 1.        | 「今夜、流れ星」               | 夏野芹子  | 宇都美慶子 | 白川雅    | 4:32  |
| 2.        | 「嵐の中で」                   | 夏野芹子  | ORIGA      | 梁邦彦    | 4:20  |
| 3.        | 「今夜、流れ星」(Instrumental) |           |            |           | 4:32  |
| 合計時間: | 合計時間:                      | 合計時間: | 合計時間:  | 合計時間: | 13:24 |

## 収録アルバム
- 『SPOON』[10][7]
- 『歌姫伝説 〜90's BEST〜』[11][7]